# Ионное распыление
Ио́нное распыле́ние — эмиссия атомов с поверхности твёрдого тела при его бомбардировке тяжёлыми заряженными или нейтральными частицами. В случае, когда речь идёт о бомбардировке отрицательно заряженного электрода (катода) положительными ионами, используется также термин «катодное распыление».

## История открытия
Ионное распыление было открыто в 1852 году В. Р. Гроувом, который пытался установить аналогию между электролизом и «электризацией» газа.
Вначале некоторые исследователи это явление называли «электрическим испарением», так как в газоразрядных трубках металлические электроды «испарялись» при температурах, которые были значительно ниже достаточной для этого. В дальнейшем за процессом разрушения и распыления металлов в газоразрядных трубках укрепилось название «катодное распыление», поскольку на стенках трубок оседал в основном материал катода.

## Физический механизм распыления

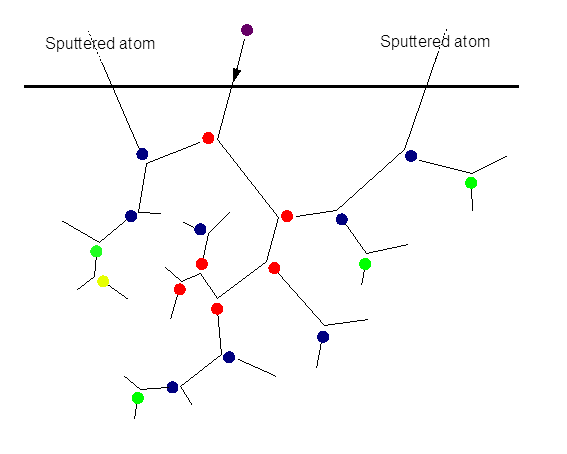
Схема распыления атомов, вызванное каскадом столкновений. Горизонтальная линия — поверхность мишени, тонкие линии — траектории движения атомов. Фиолетовый кружочек — падающая частица. Красные, синие, зелёные и жёлтые кружки обозначают первичные, вторичные, третичные и четвертичные отскоки атомов после соударений. На рисунке два распылённых атома мишени вылетают из поверхности.

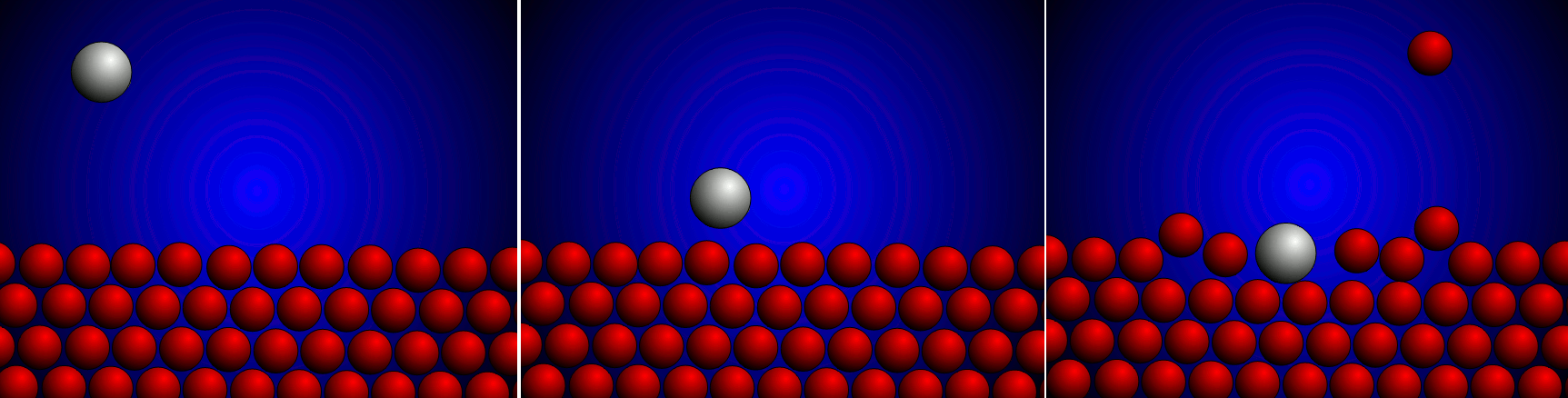
Падающая тяжёлая частица (белый шарик), попадая на поверхность твёрдого тела, вызывает каскад столкновений в мишени, приводящей к эмиссии её атомов

Налетающие тяжёлые частицы (чаще всего ионы) с кинетической энергией, большей некоторой пороговой {\displaystyle {\mathcal {E}}_{\mathrm {thr} }=20...50} эВ, соударяясь с поверхностью могут вызывать эмиссию атомов и молекул мишени. При энергиях в несколько сотен электронвольт падающий ион передаёт энергию одновременно многим атомам мишени, которые, в свою очередь, сталкиваются с другими атомами вещества. В конце серии столкновений наступает локальное равновесное распределение по энергии атомов со средней энергией {\displaystyle {\mathcal {E}}_{t}}, равной или превышающей работу выхода атома с поверхности. Большая часть атомов, принявших участие в каскаде столкновений, остаются связанными в твёрдом теле, но один или несколько могут покинуть поверхность.
Для эмиссии атома с поверхности необходимо, чтобы он, во-первых, имел энергию не меньше {\displaystyle {\mathcal {E}}_{t}}, а, во-вторых, вектор скорости, направленный наружу от поверхности. Чтобы эти условия могли быть выполнены, падающая частица должна передать свой импульс как минимум нескольким атомам мишени (не менее трёх). В связи с этим, минимальная пороговая энергия налетающей частицы для распыления {\displaystyle {\mathcal {E}}_{\mathrm {thr} }} превышает работу выхода приблизительно на порядок.

## Коэффициент распыления
| Материал мишени | {\displaystyle \gamma _{\mathrm {sput} }} |
| --------------- | ----------------------------------------- |
| Al              | 0,83                                      |
| Si              | 0,54                                      |
| Fe              | 0,97                                      |
| Co              | 0,99                                      |
| Ni              | 1,34                                      |
| Cu              | 2,00                                      |
| Ge              | 0,82                                      |
| W               | 0,32                                      |
| Au              | 1,18                                      |
| Al2O3           | 0,18                                      |
| SiO2            | 1,34                                      |
| GaAs            | 0,9                                       |
| SiC             | 1,8                                       |
| SnO2            | 0,96                                      |

Коэффициент распыления {\displaystyle \gamma _{\mathrm {sput} }} определяется как число эмитированных атомов на один падающий ион и зависит от массы падающих частиц, их энергии и угла падения, а также от материала мишени.

### Зависимость от энергии падающих частиц
Коэффициент распыления, равный нулю при энергии падающего иона меньше пороговой, быстро возрастает вплоть до энергий в несколько сотен электронвольт, где распыление становится существенным. В случае, когда относительные атомные массы материала мишени {\displaystyle Z_{t}} и падающего иона {\displaystyle Z_{i}} большие и не слишком разные {\displaystyle (0{,}2\lesssim Z_{t}/Z_{i}\lesssim 5;Z_{t},Z_{i}>>1)}, хорошим приближением для коэффициента распыления является выражение:
{\displaystyle \gamma _{\mathrm {sput} }={\frac {0{,}06}{{\mathcal {E}}_{t}}}{\sqrt {Z'}}\left({\sqrt {{\mathcal {E}}_{i}}}-{\sqrt {{\mathcal {E}}_{\mathrm {thr} }}}\right)},
где {\displaystyle Z'={\frac {2Z_{t}}{(Z_{i}/Z_{t})^{2/3}+(Z_{t}/Z_{i})^{2/3}}}}.
Таким образом, коэффициент распыления зависит от энергии падающих частиц, от их массы и от материала мишени. Приведённые формулы верны лишь для одноатомных ионов и нейтральных атомов.
При больших энергиях падающих частиц приведённая зависимость нарушается по причине того, что возрастает глубина их проникновения в материал. Каскад столкновений происходит глубже внутри поверхности, а атомы в приповерхностном слое получают меньше энергии, что снижает вероятность их эмиссии. В результате зависимость коэффициента распыления от энергии налетающей частицы имеет максимум, после которого коэффициент распыления снижается при дальнейшей увеличении энергии.

### Зависимость от угла падения частиц
При увеличении угла падения {\displaystyle \theta } относительно нормали к поверхности уменьшается глубина проникновения падающих частиц в материал. Каскад столкновений происходит ближе к поверхности, её атомы получают большую долю энергии. Направление скорости, передаваемого смещаемым атомам более благоприятно для распыления. Однако при слишком больших углах падения возрастает вероятность отражения падающей частицы электрическим полем на поверхности без существенной передачи энергии атомам мишени. Таким образом, зависимость коэффициента распыления от угла падения имеет максимум, определяемый формулой:
{\displaystyle \theta _{max}={\frac {\pi }{2}}-\left[{\frac {5\pi a_{0}^{2}N^{2/3}Z_{i}Z_{t}R_{y}}{{\mathcal {E}}_{i}\left(Z_{i}^{2/3}+Z_{t}^{2/3}\right)}}\right]^{1/2}},
где {\displaystyle R_{y}} — постоянная Ридберга.
Как видно из приведённого соотношения, с ростом энергии ионов {\displaystyle \theta _{max}} увеличивается.

## Энергия и угловое распределение распылённых атомов
При {\displaystyle {\mathcal {E}}_{i}>>{\mathcal {E}}_{\mathrm {thr} }} распылённые атомы имеют следующее распределение по энергии и углу вылета {\displaystyle \chi }:
{\displaystyle f({\mathcal {E}},\chi )\propto {\frac {\mathcal {E}}{({\mathcal {E}}_{t}+{\mathcal {E}})^{3}}}\cos \chi }.
Максимум распределения достигается при {\displaystyle {\mathcal {E}}={\mathcal {E}}_{t}/2}. Поскольку {\displaystyle {\mathcal {E}}_{t}\sim 3...6} эВ, характерная энергия распылённых атомов составляет около 1,5…3 эВ, соответствующая температуре 15000—30000 К, что значительно превышает любую достижимую равновесную температуру.

## Негативные проявления
Ионное распыление приводит к эрозии электродов газонаполненных электровакуумных приборов (в частности, газоразрядных ламп), зондов, используемых для диагностики плазмы, электродов источников плазмы. Для снижения скорости разрушения электродов стремятся снизить энергию ионов, применяют материалы, имеющие низкий коэффициент распыления (графит, титан).

## Применение
Ионное распыление применяется, в основном, в микроэлектронном производстве для напыления тонких плёнок и травления рельефа.
Также этот процесс используется в дуговой сварке алюминия для разрушения оксидной плёнки на его поверхности.